# リリー (1953年の映画)

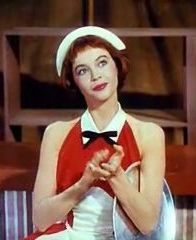
リリー（レスリー・キャロン）

『リリー』（原題・Lili）は、ポール・ギャリコの小説『7つの人形の恋物語』を映画化した1953年のアメリカ合衆国のミュージカル映画である。チャールズ・ウォルターズが監督、レスリー・キャロンがタイトルロールのリリーに扮している。

## キャスト
- リリー・ドーリエ：レスリー・キャロン
- ポール：メル・ファーラー
- マルク：ジャン＝ピエール・オーモン
- ロザリー：ザ・ザ・ガボール

## スタッフ
- 製作：エドウィン・H・ノッフ
- 監督・振付：チャールズ・ウォルターズ
- 脚本：ヘレン・ドイッチュ
- 音楽：ブロニスラウ・ケイパー
- 撮影：ロバート・H・プランク
- 編集：フェリス・ウェブスター
- 美術：セドリック・ギボンズ、ポール・グロッセ
- 装置：エドウィン・B・ウィリス、アーサー・クラムズ
- 衣裳：メアリー・アン・ナイバーグ
- 録音：ダグラス・シアラー

## 映画賞受賞・ノミネーション
- 受賞
  - アカデミー劇・喜劇映画音楽賞：ブロニスラウ・ケイパー
  - ゴールデングローブ賞 脚本賞：ヘレン・ドイッチュ
  - 英国アカデミー賞最優秀外国女優賞：レスリー・キャロン
- ノミネーション
  - アカデミー主演女優賞：レスリー・キャロン
  - アカデミー監督賞：チャールズ・ウォルターズ
  - アカデミー脚色賞：ヘレン・ドイッチュ
  - アカデミー撮影賞（カラー）：ロバート・H・プランク
  - アカデミー美術監督・装置賞（カラー）：セドリック・ギボンズ、ポール・グロッセ、エドウィン・B・ウィリス、アーサー・クラムズ